# Idrettslaget Varegg
L'Idrettslaget Varegg è una società calcistica norvegese con sede nella città di Bergen. Milita nella 3. divisjon, quarto livello del campionato norvegese.

## Storia
Il Varegg fu fondato nel 1947 e giocò nella massima divisione norvegese dal 1952-1953 al 1953-1954 e poi nel 1955-1956. Successivamente, militò soltanto nelle divisioni inferiori. L'unico calciatore a giocare per la Nazionale norvegese mentre si trovava in forza al Varegg fu Per Frantzen.

## Palmarès

### Altri piazzamenti
- 3. divisjon:

Terzo posto: 2015 (gruppo 7), 2016 (gruppo 7)